# March Malaen

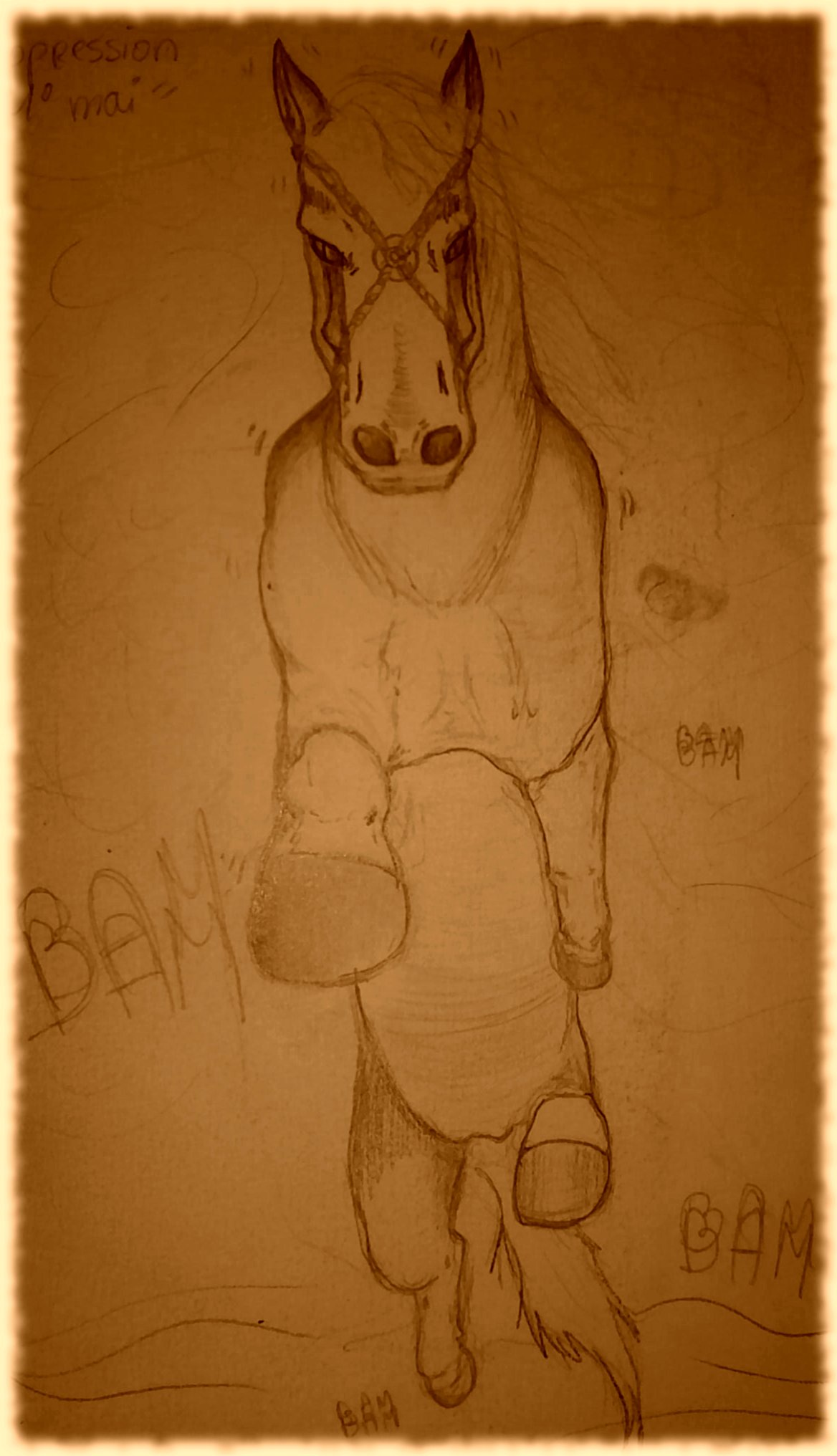
Il March Malaen

Il March Malaen è una figura mitologica citata nel folklore celtico come un cavallo malvagio associato al diavolo e alla stregoneria, la cui origine mitica o storica rimane oscura. Nel Settecento, si diceva che la sua tradizione fosse diffusa tra i gallesi, attraverso un'espressione popolare e la dea gallica Andarta.
Dal 1807, e dalla pubblicazione delle Triadi gallesi di Iolo Morganwg, secondo lui il March Malaen divenne una creatura della mitologia celtica brittonica e una delle tre piaghe dell'isola Britannia. Questa menzione è ripetuta nella traduzione dei Mabinogion di Joseph Loth nel 1889, secondo la quale il March Malaen sarebbe giunto attraverso il mare nel regno il 1º maggio, cioè l'antica festa gaelica di Beltane. È associato al racconto di Lludd a Llefelys  dove, in traduzioni più recenti, la prima piaga combattuta dal re Lludd Llaw Eraint è l'arrivo del popolo Coraniaid.
Allora in piena celtomania, scrittori novecenteschi ipotizzarono che questo cavallo potesse essere la bestia Glatisant del ciclo arturiano, che il 1º maggio fosse una data temuta dagli antichi gallesi come il giorno dell'apparizione di March Malaen, o che ricordasse un re fomore. Il March Malaen è assente dalle pubblicazioni più recenti.

## Etimologia
March Malaen è un nome gallese che si pronuncia [maɾx maˈlaɪn]. Secondo il Dizionario dei simboli, Malein sembra venire dal latino malignus. La società mitologia francese vi traduce March Malaen con "cavallo maligno", nel 1989.
Diversi scrittori ottocenteschi, fra i quali Anatole Le Braz, pensavano che "March Malaen" si traducesse in "cavallo di Malaen",,, ma James Hastings presumeva che march significasse un re malvagio e Malaen qualcosa di demoniaco. Si trova anche la forma March Malen, che sembra più antica, e si tradurrebbe quindi in "Stallone di Male" ,.
In antico irlandese, mahrah ha il senso di "morte" e "epidemia”, ma la radice indoeuropea Mar sembra designare distese liquide come il mare e la palude, e aver dato marah presso i popoli celto-germanici, marc'h (da cui Re Marc'h ), e le parole mark e marca nelle lingue celtiche, poi marko e marka in gallico. Tutte queste parole sono legate al cavallo. Inoltre, Alexander Haggerty Krappe ha studiato l'etimologia della parola francese cauchemar (/koʃˈmaʁ/, "incubo") e quella inglese nightmare (/ˈnaɪtmeəʴ/,"incubo"),  letteralmente "cavalla notturna" e ha notato che ambe due possono essere paragonate a quelle sopra citate.

## Menzioni
Esistono due versioni di questa creatura. La prima menziona il March Malen come "cavallo diabolico" nel folklore. Quella seconda riguarda il March Malaen in una versione delle Triadi della mitologia celtica brittonica citata da Iolo Morganwg.

### Il cavallo diabolico del folklore
La prima fonte conosciuta sul March Malen risale al 1733; racconta che un uomo ha cercato di imbrigliare il male (March Malen) a suo vantaggio, ma la bestia si è liberata per calpestarlo. Sarebbe poi stata associata alla dea Minerva e Pegaso, prima di tornare in Galles, e dare origine a espressioni popolari gallesi. In pubblicazioni successive, dal 1753 in poi, questo animale è legato al Diavolo, alla stregoneria, alla dea gallica Andarta, e all'espressione popolare gallese: A gasgler as farch Malen dan er dor yd a, che si tradurrebbe con : "Chiunque venga trasportato in groppa al cavallo di Malen finirà sotto di esso". Il cavallo del diavolo avrebbe ispirato un'altra espressione proverbiale intorno al 1820 in Galles: It has gone on the horse of Malaen ("scomparve sul cavallo di Malaen"), che si riferiva a ciò che veniva gettato via o sprecato.

### La piaga equina della mitologia
Scritto da Iolo Morganwg nel 1807, March Malaen si associa alla storia di Lludd Llaw Eraint e al racconto di Lludd a Llefelys, di cui costituisce una variante. Il suo nome è citato nell'edizione del Cambro-Briton del 1820 e in quella del Mabinogion. "Tre oppressioni arrivarono su quest'isola [Gran Bretagna] e morirono": nella traduzione fatta da Joseph Loth nel 1889, per prima si cita "l'oppressione del March Malaen" (cavallo di Malaen), che è anche chiamata l'oppressione del primo maggio. La seconda oppressione è quella del "drago di Prydein" (drago della Britannia), e la terza quella del mago, l'uomo di mezza apparenza. Queste due fonti affermano anche che la prima oppressione (il March Malaen) venne dall'altra parte del mare.